# ريو غراندي (نهر)
نهر ريو غراندي (Río Grande) هو نهر يقع في جزيرة تييرا ديل فويغو في  الأرجنتين. 
وينبع في الجزء التشيلي (الغربي) من الجزيرة ويتدفق في اتجاه الشرق بشكل رئيسي، عبر الجزء الأرجنتيني ليصب في بحر الأرجنتين. وعلى مصبه تقع مدينة ريو غراندي في الأرجنتين.